# الحروب الباكستانية الهندية
الحروب الباكستانية الهندية منذ تقسيم الهند البريطانية في عام 1947 والتأسيس اللاحق لدومينيون باكستان ودومينيون الهند، دخل البلدان في عدة حروب ونزاعات ومواجهات عسكرية. كان النزاع طويل الأمد حول كشمير والإرهاب الذي ترعاه الدولة السبب الرئيسي للنزاع بين الدولتين، باستثناء الحرب الهندية الباكستانية لعام 1971 التي اندلعت كنتيجة مباشرة للأعمال العدائية التي نجمت عن حرب تحرير بنغلادش في باكستان الشرقية السابقة (بنغلادش اليوم).

## الخلفية
حصل تقسيم الهند كجزء من تداعيات الحرب العالمية الثانية، حين كان كل من بريطانيا العظمى والهند البريطانية يتعامل مع الضغوط الاقتصادية التي تسببت بها الحرب وتسريحها.
كانت نية أولئك الراغبين بولادة دولة مسلمة من الهند البريطانية أن يحصل تقسيم نقي بين «باكستان» و«هندوستان» مستقلتين ومتساويتين بمجرد نيل الاستقلال.
بقي ما يقارب ثلث سكان الهند البريطانية المسلمين في الهند.
نتج عن العنف الطائفي بين الهندوس والسيخ والمسلمين ما بين 200 ألف ومليوني ضحية مما أدى إلى تشريد 14 مليون شخص. .
مُنحت الولايات الأميرية في الهند وثيقة انضمام إلى الهند أو باكستان.

## الحروب

### الحرب الهندية الباكستانية لعام 1947
بدأت الحرب، التي سُميت أيضًا بحرب كشمير الأولى، في أكتوبر من عام 1947 حين خشيت باكستان من ضم ماهاراجا ولاية جامو وكشمير الأميرية إلى الهند. بعد التقسيم، مُنحت الولايات الأميرية حرية اختيار إذا ما كانت ستنضم إلى الهند أو باكستان أو أن تبقى مستقلة. كانت جامو وكشمير، أكبر الولايات الأميرية، تضم غالبية مسلمة ونسبة كبيرة من السكان الهندوس، وكانت جميعها تحت حكم الماهاراجا الهندي هاري سنغه. هاجمت القوات الإسلامية القبلية بدعم من الجيش الباكستاني أجزاءًا من الولاية الاميرية واحتلالها مما أجبر الماهاراجا على التوقيع على وثيقة انضمام الولاية الأميرية إلى دومينيون الهند لتلقي المساعدة العسكرية الهندية. في 22 أبريل 1948أصدر مجلس الأمن الدولي التابع للأمم المتحدة القرار رقم 47. ترسخت الجبهات بشكل تدريجي على طول ما أصبح يُعرف بخط السيطرة. أُعلن بشكل رسمي عن وقف إطلاق النار في الساعة 23:59 ليلة 1 يناير 1949. سيطرت الهند على نحو ثلثي الولاية (وادي كشمير وجامو ولاداخ) في حين حصلت باكستان على نحو ثلث كشمير (آزاد كشمير وغلغت بالتيستان). يشار إلى المناطق الخاضعة لسيطرة باكستان بشكل جماعي باسم كشمير الخاضعة للإدارة الباكستانية.

### الحرب الهندية الباكستانية لعام 1965
بدأت هذه الحرب في أعقاب عملية جيبرالتار التي نفذتها باكستان التي كانت تهدف إلى تسلل قوات داخل جامو وكشمير لخلق تمرد ضد حكم الهند. ردت الهند بشن هجوم عسكري واسع النطاق غرب باكستان. تسببت حرب السبعة عشر يومًا بسقوط آلاف الضحايا من كلا الجانبين وشهدت أكبر اشتباك للمدرعات وأكبر معركة دبابات منذ الحرب العالمية الثانية. انتهت الأعمال الحربية بين الدولتين بعد إعلان وقف لإطلاق النار بعد تدخل دبلوماسي من الاتحاد السوفييتي والولايات المتحدة الأمريكية والإصدار اللاحق لإعلان طشقند. امتلكت الهند اليد العليا على باكستان حين أُعلن وقف إطلاق النار.

### الحرب الهندية الباكستانية لعام 1971
كانت هذه الحرب فريدة من نوعها من حيث أنها لم تشمل قضية كشمير، إلا أنه عجل من قدومها الأزمة التي خلقتها المعركة السياسية التي كانت تختمر في ما كان سابقًا باكستان الشرقية (بنغلادش اليوم) بين الشيخ موجيبور رحمان، زعيم باكستان الشرقية، ويحيى خان وذو الفقار علي بوتو، زعماء باكستان الغربية. وسيتمخض عن هذه الأزمة إعلان استقلال بنغلادش عن نظام الدولة في باكستان. بعد عملية المناورة والإباد الجماعية في بنغلادش لعام 1971، لجأ إلى الهند المجاورة نحو 10 ملايين بنغالي من باكستان الشرقية. تدخلت الهند في حركة تحرر بنغلادش التي كانت آخذة بالنمو. وبعد ضربة استباقية واسعة النطاق من جانب باكستان، بدأت الأعمال الحربية الشاملة بين البلدين.
شنت باكستان هجمات على عدة أماكن على طول الحدود الغربية للهند مع باكستان، إلا أن الجيش الهندي نجح في الاحتفاظ بمواقعه. رد الجيش الهندي سريعًا على تحركات الجيش الباكستاني في الغرب وحقق بعض المكاسب الأولية، بما في ذلك الاستيلاء على نحو 15010 كم مربع (5795 ميل) من الأراضي الباكستانية (وهي أرض حصلت عليها الهند في قطاعات كشمير الباكستانية والبنجاب الباكستانية والسند، غير أنها أعادتها إلى باكستان بموجب اتفاقية سيملا لعام 1972 كبادرة حسن نية). في غضون أسبوعين من القتال العنيف، استسلمت القوات الباكستانية شرق باكستان للقيادة المشتركة للقوات البنغلادشية والهندية، الأمر الذي أعقبه إقامة جمهورية بنغلادش الشعبية. شهدت هذه الحرب أكبر عدد من الضحايا من أي من النزاعات بين الهند وباكستان، وأيضًا أكبر عدد من أسرى الحرب منذ الحرب العالمية الثانية بعد استسلام ما يزيد عن 90 ألف جندي من الجيش الباكستاني. على حد تعبير كاتب باكستاني، «خسرت باكستان نصف أسطولها البحري، وربع قواتها الجوية وثلث جيشها».

### الحرب الهندية الباكستانية لعام 1999
عُرف هذا النزاع عمومًا بحرب كارجيل، وكان نزاعًا محدود النطاق أغلب الأحيان. خلال مطلع العام 1999، تسللت القوات الباكستانية عبر خط السيطرة واحتلت أراض هندية كان معظمها يقع في منطقة كارجيل. ردت الهند بشن هجوم عسكري ودبلوماسي كبير لطرد المتسللين الباكستانيين. بعد مرور شهرين على الصراع، استعادت القوات الهندية ببطء معظم التلال التي استهدفها المتسللون. وفقًا للإحصاءات الرسمية، عاد إلى السيطرة الهندية ما يقدر بنحو 75% من المنطقة التي اقتُحمت وجميع الأراضي المرتفعة تقريبًا. خوفًا من تصعيد واسع النطاق في النزاع العسكري، زاد المجتمع الدولي، بقيادة الولايات المتحدة الأمريكية، من الضغوط الدبلوماسية على باكستان لسحب قواتها من الأراضي الهندية المتبقية. في مواجهة احتمال تعرضه لعزلة دولية، ازداد ضعف الاقتصاد الباكستاني الهش أساسًا. انخفضت الروح المعنوية لدى القوات الباكستانية بعد الانسحاب إذ تكبدت العديد من وحدات مشاة الشمال الخفيفة خسائر فادحة. رفضت الحكومة قبول جثث العديد من الضباط، وأثارت تلك القضية الغضب والاحتجاجات في المناطق الشمالية. في البداية لم تعترف باكستان بالعديد من الضحايا، إلا أن نواز شريف قال لاحقًا أن أكثر من 4000 جندي باكستاني قتلوا في العملية وأن باكستان خسرت الصراع. بحلول نهاية يوليو من عام 1999، توقفت الأعمال الحربية المنظمة في منطقة كارجيل. كانت الحرب هزيمة عسكرية كبيرة مني بها الجيش الباكستاني.

## اشتباكات مسلحة أخرى
بعيدًا عن الحروب المذكورة أعلاه، كانت هناك مناوشات بين البلدين من وقت لآخر. كان بعضها قريبًا من حرب شاملة، في حين كان بعضها الآخر محدود النطاق. كان من المتوقع يخوض البلدان حربًا في عام 1955 بعد مواقف شبيهة بالحرب من كلا الجانبين، إلا أن الحرب الشاملة لم تندلع.

## نزاعات مسلحة دائمة
تمرد في جامو وكشمير: كان تمرد وقع في كشمير سببًا لتوترات متصاعدة. واتهمت الهند الجماعات المسلحة المدعومة من باكستان بتنفيذ العديد من الهجمات الإرهابية في جميع أنحاء الهند.
نزاع سياشن: في عام 1984، أطلقت الهند عملية ميغدوت لتستولي على كامل نهر سياشن الجليدي. اندلعت اشتباكات أخرى في المنطقة الجليدية في أعوام 1985 و1987 و1995 مع سعي باكستان، دون أن تحقق النجاح، لطرد الهند من معقلها.

## الحروب
- الحرب الباكستانية-الهندية 1947 (تسمى أيضا بحرب كشمير الأولى).
- الحرب الباكستانية-الهندية 1965
- الحرب الباكستانية-الهندية 1971 (لم تكن متعلقة بكشمير، بل بباكستان الشرقية).
- الحرب الباكستانية-الهندية 1999 (تسمى بحرب كارجيل، وتعد حرب فرعية).